# Kanada na Letních olympijských hrách 1924
Kanada se účastnila Letní olympiády 1924 ve francouzské Paříži. Zastupovalo ji 65 mužů v 8 sportech.

## Medailisté
| Medaile | Jméno | Sport             | Soutěž                             |
| ------- | --- | ----------------- | ---------------------------------- |
| Stříbro | Arthur Bell Ivor Campbell Robert Hunter William Langford Harold Little John Smith Warren Snyder Norman Taylor William Wallace | Veslování         | Muži osmiveslice                   |
| Stříbro | Archibald Black George Mackay Colin Finlayson William Wood                                                                    | Veslování         | Muži čtyřka bez kormidelníka       |
| Stříbro | William Barnes George Beattie John Black Robert Montgomery Samuel Newton Samuel Vance                                         | Sportovní střelba | Družstvo mužů trap                 |
| Bronz   | Douglas Lewis | Box               | Muži váha lehká střední do 66,7 kg |